# Segismundo II Augusto Jagellón

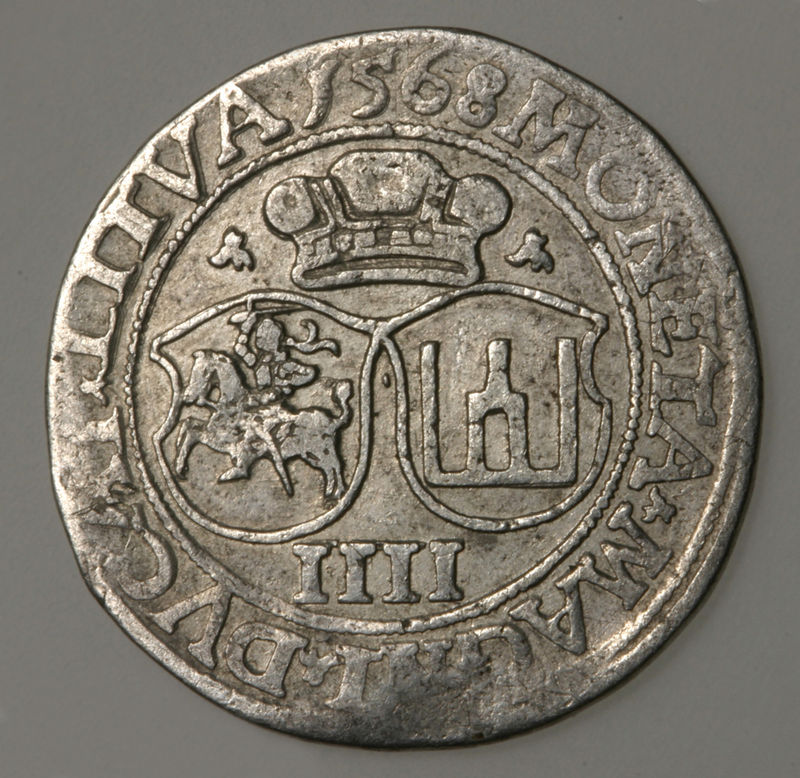
Una moneda de Segismundo II Augusto de 1568 con el Vytis y las Columnas de Gediminas.

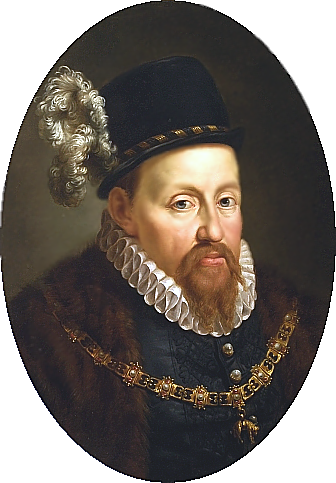
Segismundo II Augusto, por Marcello Bacciarelli

Segismundo II Augusto I Jagellón (en polaco: Zygmunt II August; en ruteno: Żygimont III Awgust I; en lituano: Žygimantas III Augustas I; en alemán: Sigismund II. August) (Cracovia, 1520-Knyszyn, 1572) fue rey de Polonia y gran duque de Lituania (1548-1572). Era hijo de Segismundo I y de la princesa Bona Sforza de Milán. Fue el último de los Jagellón varones y tras su muerte, la Unión de Lublin prefirió y se convirtió en una monarquía electiva, celebrando en 1573 la primera Libre elección, que eligió como nuevo monarca a Enrique de Valois, que gobernó como Enrique I de Polonia.

## Biografía

Rzeczpospolita en 1569.

Aceptó las reformas de la Dieta (1562-1563), base del parlamentarismo polaco. Fue tolerante con el calvinismo que se extendió por el reino. En 1569 proclamó la unión de Polonia y Lituania en una república común, la República de las Dos Naciones (en polaco Rzeczpospolita Obojga Narodów). La tolerancia religiosa y el auge cultural caracterizaron su reinado.
Tuvo tres esposas:
- Isabel de Habsburgo, Archiduquesa de Austria. Hija del emperador Fernando I.
- Bárbara Radziwiłł.
- Catalina de Habsburgo, Archiduquesa de Austria. Hija del emperador Fernando I.

Ninguno de esos matrimonios tuvo descendencia; por ese motivo al morir la corona pasó a ser electiva.

## Titulatura
Su titulación completa en latín era: 

Sigismundus Augustus Dei gratia rex Poloniae, magnus dux Lithuaniae, nec non-terrarum Cracoviae, Sandomiriae, Siradiae, Lanciciae, Cuiaviae, Kijoviae, Russiae, Woliniae, Prussiae, Masoviae, Podlachiae, Culmensis, Elbingensis, Pomeraniae, Samogitiae, Livoniae etc. dominus et haeres
Segismundo Augusto por la gracia de Dios, rey de Polonia, Gran Duque de Lituania, señor y heredero de las tierras de Cracovia, Sandomierz, Sieradz, Łęczyca, Cuyavia, Kiev, Ruthenia, Volhynia, Prusia, Mazovia, Podlaquia, Chelmno, Elbląg, Pomerania, Samogitios, Livonia, etc.

## Sucesión
| Predecesor: Segismundo I | Rey de Polonia 1548-1569                          | Sucesor: Él mismo          |
| Predecesor: Segismundo I | Gran Duque de Lituania 1548-1569                  | Sucesor: Él mismo          |
| Predecesor: Él mismo     | Rey de Polonia y Gran Duque de Lituania 1569-1572 | Sucesor: Enrique de Valois |